# Juillet 1975
Cette page présente les faits marquants du mois de juillet 1975.

## Évènements
- France : malgré les paroles rassurantes de la Chambre syndicale de la sidérurgie française, Usinor prépare un plan de remodelage des usines du groupe comprenant un premier plan de 7 000 licenciements.

- 1er juillet, France : mise en circulation de la carte orange dans les transports en commun de Paris et d'Île-de-France.

- 3 juillet, France : assassinat du juge François Renaud dit “le Sheriff” à Lyon.

- 5 juillet : accession à l'indépendance du Cap-Vert, ancienne colonie portugaise.

- 6 juillet : 
  - indépendance de l'union des Comores.
  - Formule 1 : victoire de l'autrichien Niki Lauda sur une Ferrari au Grand Prix automobile de France.

- 8 juillet : un tremblement de terre dévaste le site de Pagan, en Birmanie : de nombreux monuments sont détruits.

- 11 juillet, France : loi Haby sur l'enseignement secondaire, instituant le « collège unique ».

- 12 juillet : accession à l'indépendance de Sao Tomé-et-Principe, ancienne colonie portugaise.

- 19 juillet (Formule 1) : Grand Prix automobile de Grande-Bretagne.

- 21 juillet (Rallye automobile) : arrivée du Rallye du Portugal.

- 25 juillet - 2 aout : le 60e congrès mondial d’espéranto a lieu à Copenhague. Il a pour thème « La place des femmes dans la société ».

- 29 juillet : coup d'État militaire au Nigeria. Murtala Muhammed prend le pouvoir.

- 30 juillet[1] : fondation  dans les campagnes du Salvador du Bloc populaire révolutionnaire (BPR) qui se lancera trois ans plus tard dans la lutte armée.
  - À la suite d'un processus de forte concentration des terres au Salvador, la proportion de paysans sans terre est passée de 19,8 % en 1961 à 41,1 % en 1975.

- 30 juillet - 1er août : accords d'Helsinki à l’issue de la Conférence sur la sécurité et la coopération en Europe (CSCE) qui réunit 35 États (33 pays européens sauf république populaire socialiste d'Albanie, plus États-Unis et Canada) : sécurité en Europe, respect des droits de l’Homme et des libertés fondamentales, coopération dans les domaines scientifique, technique et humanitaires[2].

## Naissances
- 6 juillet : 50 Cent, Curtis James Jackson III  rappeur américain.
- 8 juillet  : Claire Keim, actrice française.
- 9 juillet  : Rafik Smati, entrepreneur français engagé en politique.
- 11 juillet : Miguel Cardona, Homme politique américain et 12e secrétaire à l'Éducation des États-Unis depuis 2021.
- 13 juillet : 
  - Jihad Qassab, joueur de football syrien,
  - Julia Vignali, animatrice tv française
- 18 juillet : Daron Malakian guitariste de System of a Down.
- 19 juillet : Wax Tailor, musicien, producteur, manageur français.
- 20 juillet : Ray Allen, basketteur américain.
- 21 juillet : 
  - Claudia Franco, nageuse espagnole.
  - Marie Hardiman, nageuse britannique.
  - Augustin Legrand, comédien et militant humanitaire français.
  - Alfredo Rota, escrimeur italien.
  - Oleksandr Yurkov, athlète ukrainien.
- 24 juillet : Torrie Wilson catcheuse à la division SmackDown! à la WWE.
- 26 juillet : 
  - Joe Smith, basketteur américain.
  - Liz Truss, femme politique britannique.
- 27 juillet : Taïg Khris, champion de roller agressif gréco-algérien.

## Décès
- 4 juillet : Édouard Lebas, préfet et homme politique français.
- 10 juillet : Achille van Acker, homme politique belge (° 8 avril 1898).
- 20 juillet : Juan Belmonte Campoy, matador espagnol (° 28 février 1918).
- 26 juillet : Cheikh al Islam Ibrahim Niass dit Baye Niass
- 30 juillet : disparition de Jimmy Hoffa.